# Governo Andersson
Il Governo Andersson è stato il 56º esecutivo della Svezia, presieduto dalla Ministra di Stato Magdalena Andersson, socialdemocratica e prima donna a ricoprire tale incarico nella storia del paese. È entrato in carica il 30 novembre 2021 in seguito al voto di fiducia del Parlamento svedese del 29 novembre 2021.
Si trattava di un governo di minoranza monocolore Socialdemocratico.
Il 14 settembre 2022, si sono svolte le elezioni legislative, che hanno visto la coalizione che supportava il governo non riuscire ad ottenere la maggioranza. La Prima ministra Andersson ha dunque annunciato le proprie dimissioni e, contestualmente, quelle dell'intero esecutivo, formalizzate il giorno seguente. Il governo è rimasto in carica per il disbrigo degli affari correnti fino al 17 ottobre 2022, giorno in cui il Riksdag ha designato come Primo ministro Ulf Kristersson, espressione del Partito Moderato.

## Contesto
A seguito delle dimissioni del Ministro di Stato Stefan Löfven nell'agosto 2021 e del congresso del Partito Socialdemocratico del novembre 2021, in cui Magdalena Andersson è stata eletta nuova leader, il 24 novembre Andersson ha ricevuto la fiducia del Parlamento come successore di Löfven grazie al sistema del parlamentarismo negativo della Svezia, con il quale la fiducia all'esecutivo si basa non su una maggioranza assoluta dei voti a favore (in questo caso 117 su 349), bensì su una non maggioranza assoluta dei voti contrari (174), ovvero su una maggioranza assoluta della somma dei voti a favore e delle astensioni e assenze (175). Tale governo incaricato, tuttavia, è stato costretto a dimissioni repentine, in quanto nel pomeriggio dello stesso giorno era previsto un voto sulla legge di bilancio governativa, risultato nella bocciatura della stessa a discapito del bilancio avanzato dall'opposizione. Ciò ha causato la dipartita dalla coalizione di governo del Partito dei Verdi, il che ha costretto Andersson a rassegnare le dimissioni a distanza di poche ore dalla fiducia ricevuta e senza essere entrata ufficialmente in carica, prolungando pertanto i poteri del precedente governo dimissionario.

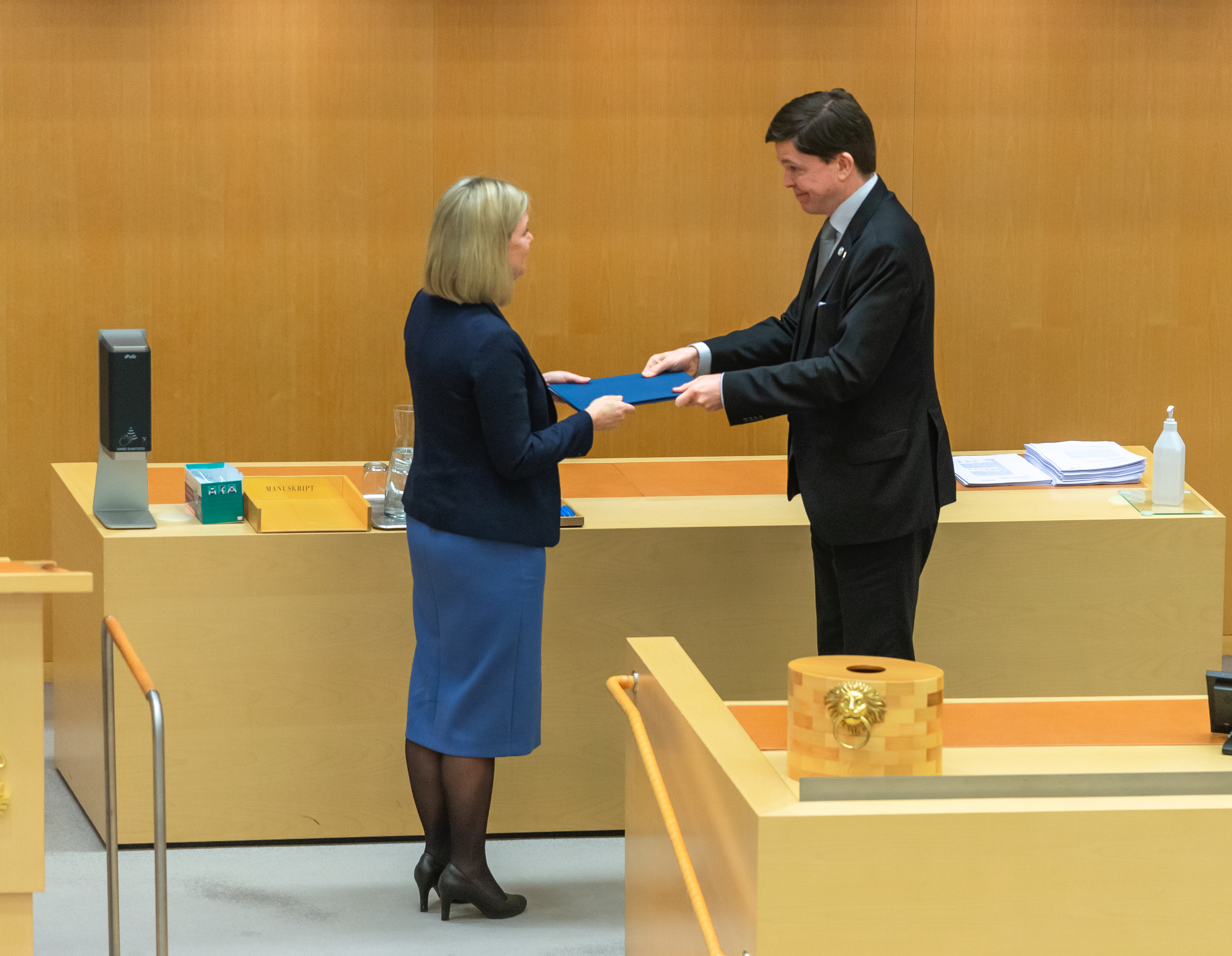
Magdalena Andersson riceve l’incarico di formare il governo dal Presidente del Parlamento Andreas Norlén

Nei giorni seguenti il Presidente del Parlamento Andreas Norlén, non intravedendo la possibilità di nominare un altro Ministro di Stato, ha indetto un secondo voto di fiducia a Magdalena Andersson il successivo 29 novembre. In tale data Andersson ha ricevuto nuovamente la fiducia con 101 voti a favore (Socialdemocratici e un'indipendente), 75 astensioni (Partito di Centro, Partito della Sinistra, Verdi e una Liberale) e 173 voti contrari (Moderati, Democratici Svedesi, Cristiano-Democratici e i rimanenti Liberali), ovvero con 176 voti non contrari alla fiducia.

## Tentata sfiducia
Il 7 giugno 2022 una mozione di sfiducia contro il Ministro della Giustizia Morgan Johansson, accusato dalle forze di opposizione di non essere riuscito ad arginare il problema della violenza fra bande in Svezia, è stata messa ai voti. La mozione è stata respinta, raccogliendo solamente 174 voti favorevoli, uno in meno dei 175 necessari per ottenere la maggioranza assoluta. Il Primo Ministro Magdalena Andersson, prima del voto parlamentare, aveva dichiarato che, se Johansson fosse stato sfiduciato, l'intero esecutivo si sarebbe dimesso.

## Situazione parlamentare
| Camera  | Collocazione      | Partiti                          | Seggi     |
| ------- | ----------------- | -------------------------------- | --------- |
| Riksdag | Governo           | S (100)                          | 100 / 349 |
| Riksdag | App. est. attivo  | MP (16)                          | 16 / 349  |
| Riksdag | App. est. passivo | C (31), V (27), IND (1)          | 59 / 349  |
| Riksdag | Opposizione       | M (70), SD (62), KD (22), L (20) | 174 / 349 |

## Composizione
Partito Socialdemocratico (S)
| Funzione                                                               | Titolare | Titolare | Titolare                                 | Partito |
| ---------------------------------------------------------------------- | -------- | -------- | ---------------------------------------- | ------- |
| Ministro di Stato                                                      |          |          | Magdalena Andersson                      | S       |
| Vice Ministro di Stato - Giustizia e affari interni                    |          |          | Morgan Johansson                         | S       |
| Affari europei                                                         |          |          | Hans Dahlgren                            | S       |
| Affari esteri                                                          |          |          | Ann Linde                                | S       |
| Commercio estero e cooperazione nordica                                |          |          | Anna Hallberg                            | S       |
| Cooperazione internazionale                                            |          |          | Matilda Ernkrans                         | S       |
| Difesa                                                                 |          |          | Peter Hultqvist                          | S       |
| Salute e affari sociali                                                |          |          | Lena Hallengren (fino al 3 ottobre 2022) | S       |
| Salute e affari sociali                                                |          |          | Ardalan Shekarabi (dal 6 ottobre 2022)   | S       |
| Previdenza sociale                                                     |          |          | Ardalan Shekarabi                        | S       |
| Finanze                                                                |          |          | Mikael Damberg                           | S       |
| Mercati finanziari e politiche abitative - Vice Ministro delle Finanze |          |          | Max Elger                                | S       |
| Pubblica amministrazione e affari dei consumatori                      |          |          | Ida Karkiainen                           | S       |
| Istruzione                                                             |          |          | Lina Axelsson Kihlblom                   | S       |
| Istruzione superiore e ricerca                                         |          |          | Anna Ekström                             | S       |
| Ambiente e clima                                                       |          |          | Annika Strandhäll                        | S       |
| Impresa                                                                |          |          | Karl-Petter Thorwaldsson                 | S       |
| Affari rurali                                                          |          |          | Anna-Caren Sätherberg                    | S       |
| Cultura e democrazia                                                   |          |          | Jeanette Gustafsdotter                   | S       |
| Sport, migrazione e integrazione                                       |          |          | Anders Ygeman                            | S       |
| Lavoro e occupazione                                                   |          |          | Eva Nordmark                             | S       |
| Edilizia abitativa - Vice ministro del lavoro e dell’occupazione       |          |          | Johan Danielsson                         | S       |
| Infrastrutture                                                         |          |          | Tomas Eneroth                            | S       |
| Energia e sviluppo digitale                                            |          |          | Khashayar Farmanbar                      | S       |
| Ministro della sicurezza sociale (istit.)                              |          |          | Ardalan Shekarabi (dal 6 ottobre 2022)   | S       |